# Japanese Journal of Religious Studies
La Japanese Journal of Religious Studies es una revista bianual de acceso abierto sobre investigaciones sobre religión en Japón. Fue establecido en 1960 como Contemporary Religions in Japan por el Instituto Internacional para el Estudio de las Religiones en Tokio y publicado hasta 1970. Fue revivido con su nombre actual en 1974 y desde 1981 ha sido publicado por el Instituto Nanzan de Religión y Cultura.